# Mojtín
Mojtín es un municipio del distrito de Púchov en la región de Trenčín, Eslovaquia, con una población estimada a final del año 2024 de 426 habitantes.
Se encuentra ubicado al noreste de la región, cerca del río Váh (cuenca hidrográfica del Danubio) y de la frontera con la República Checa y la región de Žilina.

## Demografía
| Año        | 1994 | 2004    | 2014     | 2024    |
| ---------- | ---- | ------- | -------- | ------- |
| Población  | 623  | 578     | 461      | 426     |
| Diferencia |      | −7,22 % | −20,24 % | −7,59 % |

| Año        | 2023 | 2024    |
| ---------- | ---- | ------- |
| Población  | 423  | 426     |
| Diferencia |      | +0,70 % |